# 돌체 아모레
《돌체 아모레》(이탈리아어: Dolce amore)는 2016년 방영된 필리핀의 드라마이다.

## 같이 보기
- ABS-CBN의 텔레비전 드라마 목록